# Bakonygyirót
Bakonygyirót (vyslovováno [bakoňďirót], německy Jierot nebo Gerisdorf) je malá vesnička v Maďarsku v župě Győr-Moson-Sopron, spadající pod okres Pannonhalma. Nachází se asi 14 km jihovýchodně od Pannonhalmy. V roce 2015 zde žilo 139 obyvatel, z nichž jsou 89,2 % Maďaři a 5,4 % Němci.
Sousedními obcemi sídla jsou Bakonyszentlászló, Gic, Románd a Veszprémvarsány.